# بایلیتون (آلاباما)
بایلیتون  شهری است در ایالت آلاباما در کشور آمریکا.

## مکان
بایلیتون در موقعیت () قرار دارد.
با توجه به اطلاعات اداره آمار آمریکا مساحت آن در حدود ۱۳،۸km² است.

## مردم‌شناسی
با توجه به آمار سال ۲۰۰۰ جمعیت آن ۶۸۴ نفر، ۲۸۱ خانواده در آن ساکن هستند.
تعداد ۳۰۵ واحد خانه در هر مساحت تقریبی (۲۲،۱akm²) قرار دارد.
۲۶،۶% درصد از خانواده‌های فرزند زیر ۱۸ سال داشتند که از این تعداد ۵۶،۶% درصد زوج بوده و ۸،۲% درصد زنان بدون شوهر و ۲۹،۹% درصد نیز غیر خانواده بودند.
متوسط درآمد یک خانواده در حدود ۴۱،۵۶۳ دلار آمریکا است و زنان درآمد متوسط ۳۰،۰۸۳ دلار آمریکا و مردان درآمد متوسط ۲۰،۴۱۷ دلار آمریکا بدست می‌آورند.